# У краю крові та меду
«У краю крові та меду» (англ. In the Land of Blood and Honey) — воєнна мелодрама, у якій розповідається історія кохання сербського солдата та боснійської дівчини під час Боснійської війни.

## Сюжет
У 1990-х роках на Балканах відбулась зустріч серба Данієля — сина жорстокого генерала та боснійки Айли. Вони симпатизують один одному та їхнім стосункам заважає війна, яка розводить героїв по різні сторони фронту. Айла потрапляє в табір для військовополонених, де разом з іншими жінками відчуває усі приниження воєнного часу. Доля зводить Айлу та Данієля знову. Він оберігає її від знущань інших солдатів та допомагає жінці втекти. З другої спроби їй вдається повернутися до рідних.
Згодом Айла стає особистим художником Данієля, але на пару звертають увагу сербські солдати. Жінку ґвалтують. Данієль вбиває Айлу після того, як вона не приходить до церкви, а він сам потрапляє у полон.

## У ролях
| Актор             | Роль       |
| ----------------- | ---------- |
| Горан Костич      | Данієль    |
| Зана Мар'янович   | Айла       |
| Раде Шербеджия    | Небойша    |
| Ванесса Воджо     | Лейла      |
| Феджа Штукан      | Петар      |
| Нікола Джурічко   | Дарко      |
| Бранко Джурич     | Александар |
| Єлена Йованова    | Есма       |
| Мілош Тімотіжевич | Дуржа      |
| Горан Євтич       | Мітар      |

## Створення фільму

### Виробництво
Зйомки фільму проходили в Угорщині, Боснії та Герцеговині.

### Знімальна група
- Кінорежисер — Анджеліна Джолі
- Сценарист — Анджеліна Джолі
- Кінопродюсери — Тім Гедінгтон, Анджеліна Джолі, Грем Кінг, Тім Мур
- Композитор — Габріель Яред
- Кінооператор — Дін Семлер
- Кіномонтаж — Патрісія Роммель
- Художник-постановник — Джон Гатмен
- Артдиректори — Жужанна Борвендег, Арвел Еванс
- Художники по костюмах — Габріеле Біндер[2].

## Сприйняття

### Критика
Фільм отримав змішані відгуки. На сайті Rotten Tomatoes оцінка стрічки становить 55 % на основі 78 відгуків від критиків (середня оцінка 5,9/10) і 47 % від глядачів із середньою оцінкою 3/5 (5 693 голосів). Фільму зарахований «гнилий помідор» від кінокритиків та «розсипаний попкорн» від глядачів, Internet Movie Database — 4,4/10 (32 045 голосів), Metacritic — 56/100 (29 відгуків критиків) і 3,2/10 від глядачів (87 голосів).

### Номінації та нагороди
| Нагороди та номінації фільму «У краю крові та меду» | Нагороди та номінації фільму «У краю крові та меду» | Нагороди та номінації фільму «У краю крові та меду»                                         | Нагороди та номінації фільму «У краю крові та меду»                                                            | Нагороди та номінації фільму «У краю крові та меду» | Нагороди та номінації фільму «У краю крові та меду» |
| Рік                                                 | Кінофестиваль/кінопремія                            | Категорія/нагорода                                                                          | Номінант | Результат                                           |                                                     |
| --------------------------------------------------- | --------------------------------------------------- | ------------------------------------------------------------------------------------------- | --- | --------------------------------------------------- | --------------------------------------------------- |
| 2011                                                | Сараєвський кінофестиваль                           | Почесна нагорода                                                                            | Анджеліна Джолі                                                                                                | Перемога                                            |                                                     |
| 2011                                                | Премія жіночої асоціації кінокритиків               | Нагорода Едріенн Шеллі                                                                      | «У краю крові та меду»                                                                                         | Номінація                                           |                                                     |
| 2011                                                | Премія жіночої асоціації кінокритиків               | Найкраща жінка-оповідач                                                                     | Анджеліна Джолі                                                                                                | Номінація                                           |                                                     |
| 2011                                                | Премія жіночої асоціації кінокритиків               | Найкращий інозімний фільм жінки або про жінку                                               | «У краю крові та меду»                                                                                         | Номінація                                           |                                                     |
| 2012                                                | «Золотий глобус»                                    | Найкращий фільм іноземною мовою                                                             | «У краю крові та меду»                                                                                         | Номінація                                           |                                                     |
| 2012                                                | Союз жінок-журналістів                              | Премія за гуманітрану діяльність                                                            | Анджеліна Джолі                                                                                                | Перемога                                            |                                                     |
| 2012                                                | Кінематограф за мир                                 | Найцінніший фільм року                                                                      | Анджеліна Джолі                                                                                                | Перемога                                            |                                                     |
| 2012                                                | Gold Derby Awards                                   | Найкращий іноземний фільм                                                                   | Анджеліна Джолі                                                                                                | Номінація                                           |                                                     |
| 2012                                                | NAACP Image Award                                   | Видатний іноземний фільм                                                                    | «У краю крові та меду»                                                                                         | Перемога                                            |                                                     |
| 2012                                                | NAACP Image Award                                   | Видатна режисерська робота                                                                  | Анджеліна Джолі                                                                                                | Номінація                                           |                                                     |
| 2012                                                | Motion Picture Sound Editors                        | Найкращий монтаж звуку — звукові та шумові ефекти, діалоги й дублювання в іноземному фільмі | Бекі Салліван, Бен Вілкінс, Глінна Грімала, Гектор Гіка, Гейл Веслі, Майкл Гертлейн, Горо Каяма, Енді Малкольм | Номінація                                           |                                                     |
| 2012                                                | Премія Гільдії продюсерів США                       | Премія Стенлі Крамера                                                                       | Тім Гедінгтон, Анджеліна Джолі, Грем Кінг, Тім Мур                                                             | Перемога                                            |                                                     |